# Shinzō wo sasageyo!
Shinzō wo sasageyo! (心臓を捧げよ！? lett. "Dona il tuo cuore!") è l'undicesima traccia creata dalla band giapponese Linked Horizon per il loro secondo album Shingeki no kiseki. È stata pubblicata originariamente in una versione abbreviata, della durata di 1 minuto e 30 secondi, il 2 aprile 2017 per essere utilizzata come terza sigla di apertura dell'anime L'attacco dei giganti. Successivamente è stata pubblicata la versione completa come parte dell'album il 17 maggio 2017. La canzone è stata composta dal musicista capo della band, Revo, che l'ha creata dopo aver riletto più volte il relativo manga, traendo frasi direttamente da esso in alcuni casi, incluso il titolo della canzone.
Anche se il singolo non ha avuto lo stesso successo della loro prima sigla di apertura creata per l'anime, Guren no yumiya, è stata comunque eseguita durante numerosi concerti ed è stata nominata per due premi nel 2017. La canzone è anche stata premiata con un disco d'oro dalla Recording Industry Association of Japan a ottobre 2018 ed è diventata la prima canzone dei Linked Horizon a raggiungere 100 milioni di stream sul servizio di streaming audio Spotify a dicembre del 2021.

## Contesto e pubblicazione
Avendo scritto Guren no Yumiya e Jiyū no tsubasa per l'anime L'attacco dei giganti, la canzone è stata la terza sigla che la band Linked Horizon ha creato per esso in quasi quattro anni. È stata annunciata per la prima volta il 6 marzo 2017 come successiva sigla d'apertura dell'anime, seguita da una dichiarazione del cantante principale della band, Revo, il 9 marzo sulla rivista Bessatsu Shōnen Magazine. Il 2 aprile 2017 è stata pubblicata in versione abbreviata, in concomitanza con l'uscita della seconda stagione dell'anime, mentre la versione completa della canzone è invece stata pubblicata il 17 maggio 2017 nell'album Shingeki no kiseki come undicesima traccia sia nella versione regolare, composta da 11 brani, che nella versione limitata, composta da 14 brani.
La frase "shinzō wo sasageyo!" è il principale saluto e grido di guerra utilizzato dai protagonisti dell'anime durante la serie, rendendolo un titolo appropriato per la canzone.

## Contenuti
Revo ha affermato di aver scritto il singolo dopo aver letto più volte il manga de L'attacco dei giganti per scoprire quali parti avrebbero funzionato meglio in mezzo alla musica. In un'intervista con la rete musicale giapponese BARKS ha affermato che, invece di "parafrasare" materiale dall'anime per creare il testo ha "tirato fuori le parole de L'attacco dei giganti con orgoglio". Il cantante ha inoltre spiegato che la canzone contiene elementi che le persone che già sanno cosa succederà sapranno essere uno spoiler, ma che coloro che non la conoscono penseranno che sia solo un'espressione che attira la loro attenzione. L'affermazione è stata commentata da Comic Book Resources, che ha affermato che la canzone «possiede un'atmosfera epica [che] cattura le battaglie piene di azione de L'attacco dei giganti e incapsula il tono generale della serie».

## Altre versioni
La canzone è stata eseguita insieme ad altre tracce presenti nell'album Shingeki no kiseki in numerosi concerti di tour che i Linked Horizon hanno eseguito nel corso del 2017. Il 20 luglio 2018, la band symphonic metal olandese Epica ha pubblicato una cover della canzone, iniziato a registrare nell'estate del 2017, nel proprio secondo EP Epica vs Attack on Titan Songs.

## Accoglienza
La canzone ha avuto un ottimo debutto nelle due classifiche di Billboard Japan e ha raggiunto la prima posizione in diverse classifiche di servizi di streaming musicale. A dicembre 2021, la canzone è stata riprodotta in streaming oltre 100 milioni di volte su Spotify, diventando la prima canzone dei Linked Horizon a compiere tale impresa. La canzone è arrivata anche al quinto posto nella classifica annuale di Spotify relativa alle canzoni più suonate dagli artisti giapponesi all'estero nel 2021 ed è stata la decima sigla degli anime più ascoltata su Spotify nel 2022.